# Виджаянагара (империя)
Империята Виджаянагара (на каннада: ವಿಜಯನಗರ ಸಾಮ್ರಾಜ್ಯ, Vijayanagara Sāmrājya IAST; на телугу: విజయనగర సామ్రాజ్యము Vijayanagara Sāmrājyamu IAST), наричана кралство Биснага от португалците, е империя в Южна Индия, в региона на платото Декан.

## История
Тя е основана през 1336 г. от Харихара I и неговият брат Бука Рая I. Империята се издига като кулминация от опити на южните сили да отблъснат ислямските нашествия до края на 13 век. Империята съществува до 1646 г., въпреки че запада след голямото военно поражение през 1565 г. от деканските султанати.
Империята е наречена на името на своята столица Виджаянагара, чиито руини обкръжават днешен Хампи, сега обект на световното наследство в Карнатака, Индия. Писанията на европейските пътешественици като Доминго Паеш, Фернао Нунеш и Николо Конти и литературата на местни езици осигуряват жизненоважна информация за нейната история. Арехологическите разкопки при Виджаянагара разкриват мощта и богатството на империята.
Наследството на империята включва множество монументи, разпръснати из Южна Индия, най-известната от които е групата Хампи. Предишните строителни традиции в Южна Индия се съчетават в архитектурния стил Виджаянагара. Смесването на всички религии и местни езици вдъхновява архитектурната иновация за строежа на индийски храмове – първо в Декан, а по-късно и в дравидските региони, използвайки местния гранит. Светски кралски сгради показват влиянието на архитектурата на Севернодеканския султанат. Ефикасна администрация и оживена презморска търговия донасят нови технологии като системи за напояване. Покровителството на империята дава възможност на изящните изкуства и литературата да достигнат нови висини на езиците каннада, телугу, тамил и санскрит, а карнатската музика добива настоящата си форма.
Империята Виджаянагара създава епоха в южноиндийската история, която надминава регионализма, поддържайки индуизма като обединяващ фактор.